# Gastes
Gastes (gaskonsko Gastas) je naselje in občina v francoskem departmaju Landes regije Akvitanije. Naselje je leta 2009 imelo 602 prebivalca.

## Geografija
Kraj leži v pokrajini Gaskonji na južni obali velikega jezera Étang de Biscarrosse et de Parentis, 84 km severozahodno od Mont-de-Marsana.

## Uprava
Občina Gastes skupaj s sosednjimi občinami Biscarrosse, Parentis-en-Born, Sainte-Eulalie-en-Born, Sanguinet in Ychoux sestavlja kanton Parentis-en-Born s sedežem v Parentisu. Kanton je sestavni del okrožja Mont-de-Marsan.

## Zanimivosti
- cerkev sv. Kviterije, vmesna postaja na primorski varianti romarske poti v Santiago de Compostelo, tim. Voie de Soulac;

## Promet
Gastes se nahaja ob državni cesti (Route nationale) RN 652, med Mimizanom in Biscarrosse.